# گروستیمیگ
گروستیمیگ (به آلمانی: Großthiemig) یک شهر در آلمان است که در البه-الشتر واقع شده‌است. گروستیمیگ ۱٬۱۹۸ نفر جمعیت دارد.